# برنامه عمل تنوع زیستی

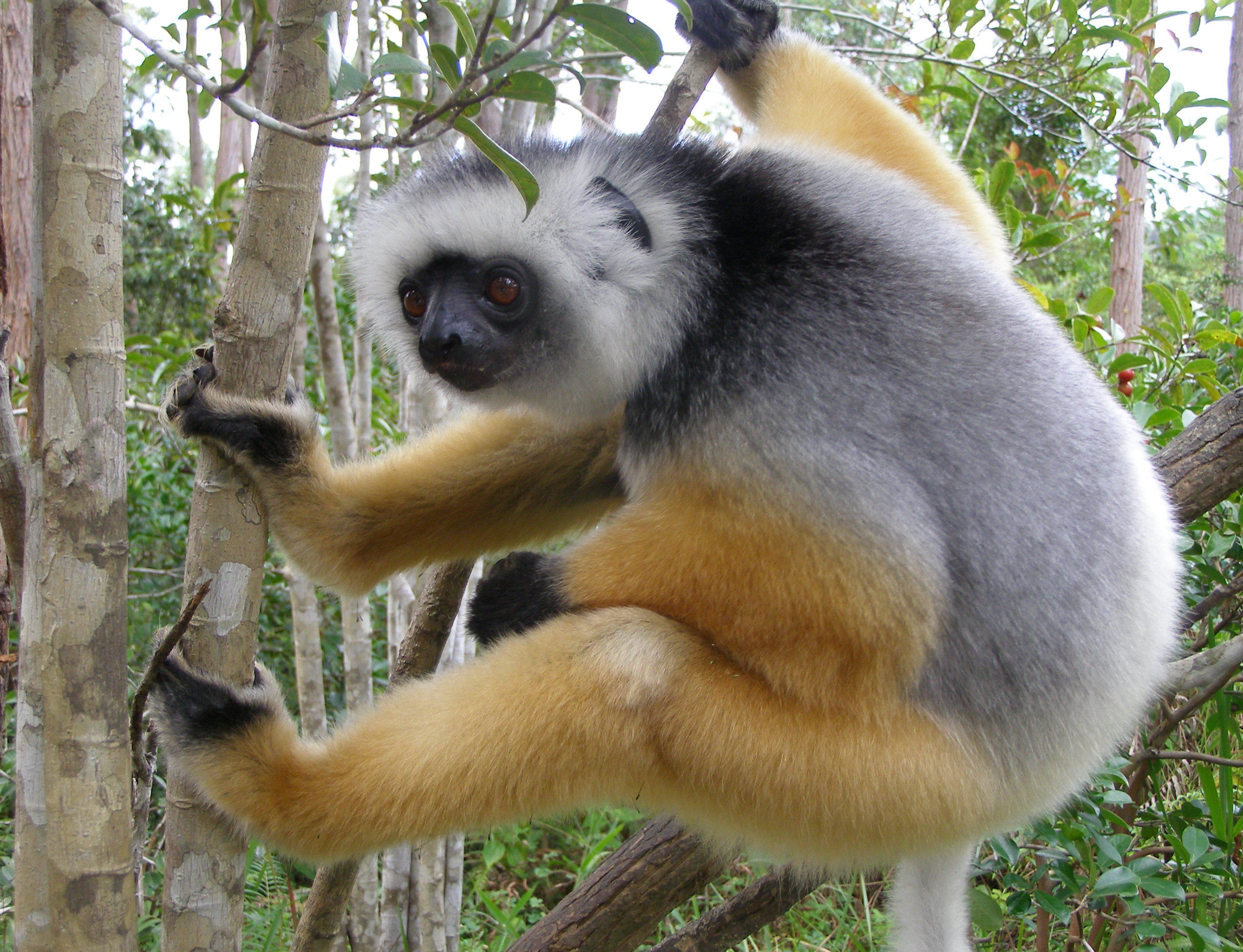
شیفاک دیهیم‌دار، ازنخستی‌سانان در معرض خطر ماداگاسکار

برنامه عمل تنوع زیستی یا برنامه اقدام تنوع زیستی (به انگلیسی: Biodiversity action plan) یک برنامه شناخته‌شدهٔ بین‌المللی است که به گونه‌ها و زیستگاه‌های در معرض تهدید رسیدگی می‌کند و برای حفاظت و بازیابی سیستم‌های زیست‌شناختی طراحی شده‌است. انگیزه اصلی برای این برنامه‌ها از کنوانسیون ۱۹۹۲ دربارهٔ تنوع زیستی (CBD) برمی‌خیزد. از سال ۲۰۰۹، ۱۹۱ کشور CBD را تصویب کرده‌اند، اما تنها بخشی از آنها سندهای بنیادین BAP را گسترش داده‌اند.
عناصر اصلی یک BAP معمولاً عبارتند از: (الف) تهیه فهرستی از اطلاعات زیست‌شناختی برای گونه‌ها یا زیستگاه‌های برگزیده. ب) ارزیابی وضعیت حفاظتی گونه‌ها در بوم‌سازگان‌های مشخص. ج) ایجاد هدف‌هایی برای حفاظت و بازسازی. و (د) ایجاد بودجه، جدول زمانی و مشارکت‌های نهادی برای اجرای BAP.

## برنامه‌های گونه‌ای

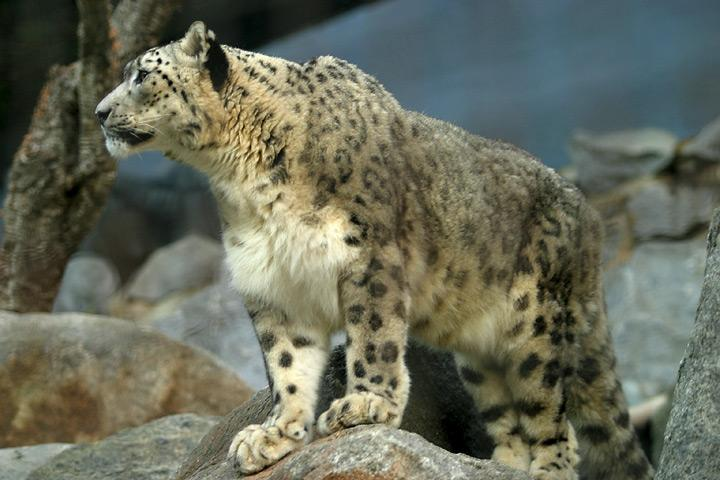
پلنگ برفی، پاکستان، گونه‌ای در خطر انقراض

یک روش اساسی درگیرشدن با BAP، مستندسازی کامل دربارهٔ گونه‌های منفرد، با تأکید بر توزیع جمعیت و وضعیت حفاظت است. این وظیفه، اگرچه اساسی است، اما بسیار دلهره‌آور است، زیرا تصور می‌شود که تنها ده درصد از گونه‌های جهان تا سال ۲۰۰۶ مشخص شده‌اند، بیشتر این ناشناخته‌ها قارچ‌ها، جانوران بی‌مهرگان، میکروارگانیسم‌ها و گیاهان هستند. برای بسیاری از گونه‌های پرندگان، پستانداران و خزندگان، اطلاعات اغلب در مقاله‌های منتشرشده موجود است. با این حال، برای قارچ‌ها، جانوران بی‌مهره، میکروارگانیسم‌ها و بسیاری از گیاهان، چنین اطلاعاتی ممکن است به جمع‌آوری داده‌های محلی چشمگیری نیاز داشته باشد. همچنین گردآوری روندهای زمانی برآوردهای جمعیت به منظور درک پویایی تنوع و آسیب‌پذیری جمعیت سودمند است. در برخی از نقاط جهان موجودی کامل گونه‌ها واقع‌بینانه نیست. برای مثال، در جنگل‌های برگ‌ریز خشک ماداگاسکار، بسیاری از گونه‌ها کاملاً غیرقانونی هستند و بسیاری از این منطقه هرگز به‌طور سیستماتیک توسط دانشمندان کاوش نشده‌است.
یک جزء برنامه عمل گونه‌ها در یک کشور در حالت ایده‌آل باید شامل توصیف کامل محدوده پراکنش، زیستگاه، رفتار، زادآوری و برهم‌کنش با گونه‌های دیگر باشد. پس از تعیین وضعیت حفاظتی (به عنوان مثال کمیاب، در معرض خطر، تهدیدشده، آسیب‌پذیر)، می‌توان برنامه‌ای برای حفظ و بازگرداندن جمعیت گونه‌ها به سطوح هدف ایجاد کرد. نمونه‌هایی از عناصر حفاظتی برنامه‌ای عبارتند از: بازسازی زیستگاه. حفاظت از زیستگاه در برابر توسعه شهری ; ایجاد مالکیت اموال؛ محدودیت در چرا یا دیگر تجاوزهای کشاورزی به زیستگاه؛ کاهش اعمال کشاورزی بریدن و سوزاندن؛ کشتن یا جمع‌آوری غیرقانونی گونه‌ها؛ محدودیت در کاربرد آفت‌کش‌ها؛ و کنترل دیگر آلودگی‌های زیست‌محیطی. چنین برنامه‌ای همچنین باید مشخص کند که کدام سازمان‌های دولتی و خصوصی باید راهبرد حفاظت را اجرا کنند و بودجه‌های موجود برای اجرای این راهبردها را مشخص کنند.

## برنامه‌های کشاورزی
شیوه‌های کشاورزی می‌تواند تنوع زیستی یک منطقه را به میزان چشمگیری کاهش دهند. برنامه‌های عمل تنوع زیستی برای تولید محصولات کشاورزی و اطمینان از تولید سازگار با تنوع زیستی ضروری است. ادغام جنبه‌های تنوع زیستی در زنجیره ارزش برای شرکت‌ها معمول نبوده‌است، اما برخی از شرکت‌ها و سازمان‌ها تلاش‌های کلی برای اجرای شیوه‌های بهتر را نشان داده‌اند.
یک نمونه موجود برای دستورالعمل‌ها دربارهٔ شیوه‌های تنوع زیستی در کشاورزی، برنامه عمل تنوع زیستی برای تولید ادویه در هند است. با برنامه‌ریزی و اجرای اقدامات دوستدار تنوع زیستی، کشاورزان می‌توانند اثرات منفی را کاهش داده و از تأثیرات مثبت پشتیبانی کنند.

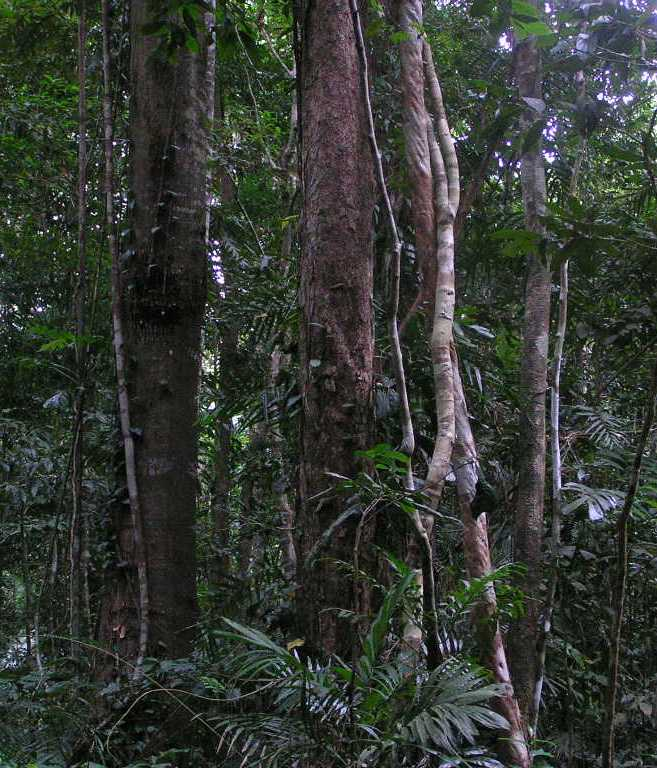
جنگل بارانی Daintree در کوئینزلند، استرالیا

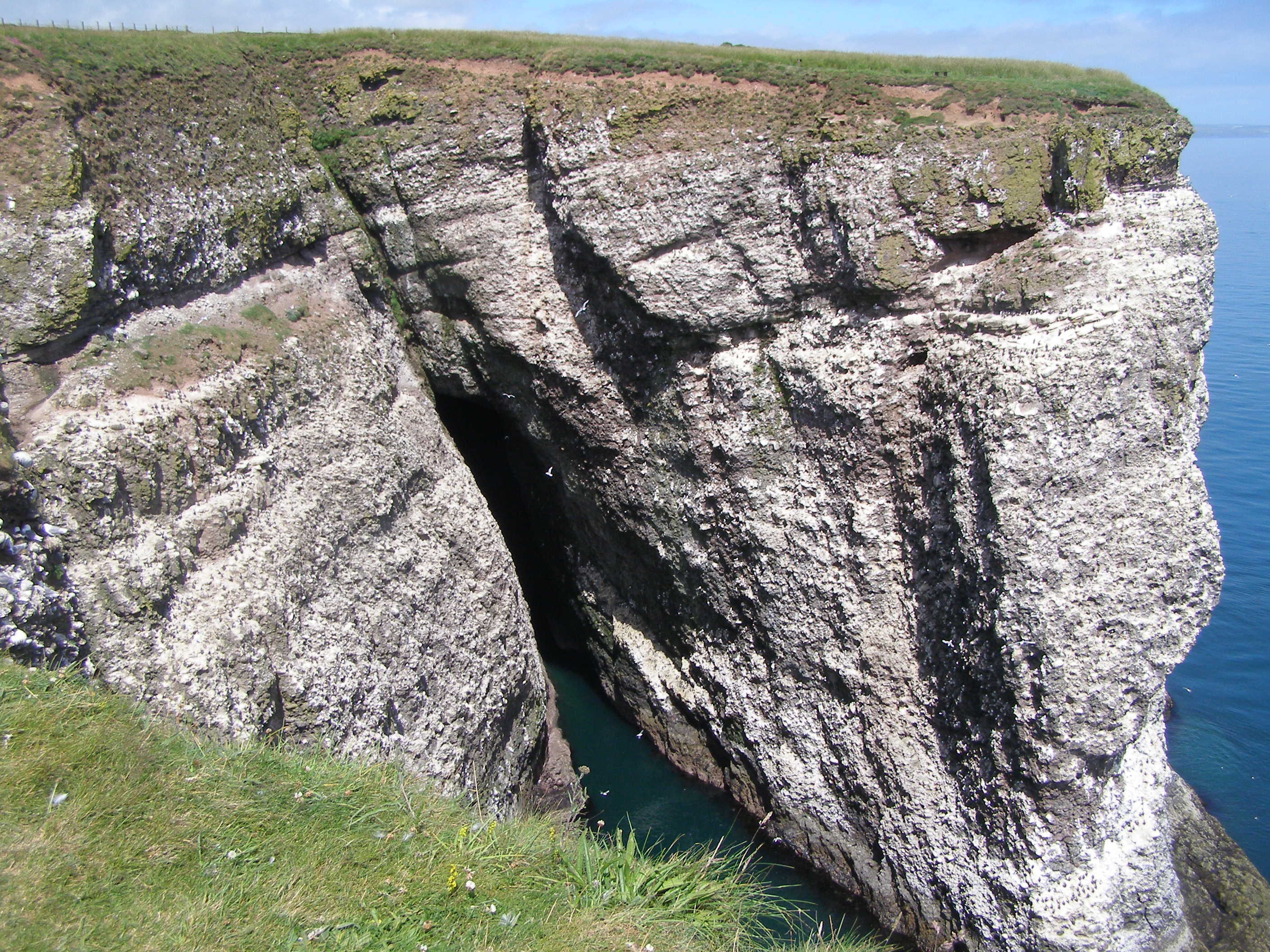
صخره‌های فاولشو ، اسکاتلند، زیستگاه حفاظت‌شده برای زادآوری پرندگان دریایی

#### وبگاه برنامه عمل تنوع زیستی (BAP) انگلستان
برای پشتیبانی از کار BAP انگلستان، وبگاه BAP انگلستان توسط JNCC در سال ۲۰۰۱ ایجاد شد. این وبگاه دارای اطلاعاتی دربارهٔ فرایند BAP، میزبانی همه سندهای مربوط، و ارائه اخبار و به‌روزرسانی‌های مربوط بود. در مارس ۲۰۱۱، به عنوان بخشی از بررسی وبگاه‌ها توسط دولت بریتانیا، سایت BAP بریتانیا بسته شد و محتوای اصلی به وبگاه JNCC منتقل شد. محتوای وبگاه اصلی BAP بریتانیا توسط آرشیو ملی به‌عنوان عکس‌های فوری از تاریخ‌های مختلف بایگانی شده‌است (برای مثال، BAP بریتانیا: کپی مارس ۲۰۱۱؛ کپی 2012).

## برنامه‌ریزی تنوع زیستی: شیوه‌ای نو از اندیشه‌ورزی
تعریف تنوع زیستی در کنوانسیون تنوع زیستی اکنون به رسمیت شناخته شده‌است که تنوع زیستی ترکیبی از ساختار و کارکرد بوم‌سازگان است، به همان اندازه که اجزای آن مانند گونه‌ها، زیستگاه‌ها و منابع ژنتیکی است. در ماده ۲ آمده‌است:
در پرداختن به پیچیدگی بی حد و حصر تنوع زیستی، اندیشیدن به شرایط سلسله مراتبی، از مواد ژنتیکی درون سلول‌های منفرد، ساخته‌شده از جانداران، جمعیت‌ها، گونه‌ها و جوامع گونه‌ها، تا به‌طور کلی زیست‌کره، پذیرفته شده‌است. در عین حال، در تلاش برای مؤثر ساختن مداخله‌های مدیریتی تا حد امکان، ضروری است که نگاهی جامع به تنوع زیستی داشته باشیم و به برهم‌کنش‌هایی که گونه‌ها با یکدیگر و محیط غیرزنده‌شان دارند، پرداخته شود، یعنی از دیدگاه بوم‌شناختی کار کنیم. .
اجلاس جهانی توسعه پایدار، هدف‌های کنوانسیون تنوع زیستی را تأیید کرد که «تا سال ۲۰۱۰ به کاهش چشمگیری از نرخ کنونی از دست دادن تنوع زیستی در سطح جهانی، منطقه‌ای و ملی به عنوان کمکی به کاهش فقر و به سود زندگی روی زمین" دست یابد. برای دستیابی به این نتیجه، مدیریت تنوع زیستی به حفظ ساختار و کارکرد بستگی دارد.

## جستارهای بیشتر
- ۲۰۱۰ هدف تنوع زیستی
- ۲۰۱۰ مشارکت شاخص‌های تنوع زیستی
- رویداد انقراض هولوسن
- برنامه اقدام اقلیمی
- فهرست سرخ IUCN
- فهرست سرخ منطقه‌ای